# Conus virgatus
Conus virgatus är en snäckart som beskrevs av Reeve 1849. Conus virgatus ingår i släktet Conus och familjen kägelsnäckor. Inga underarter finns listade i Catalogue of Life.

## Bildgalleri

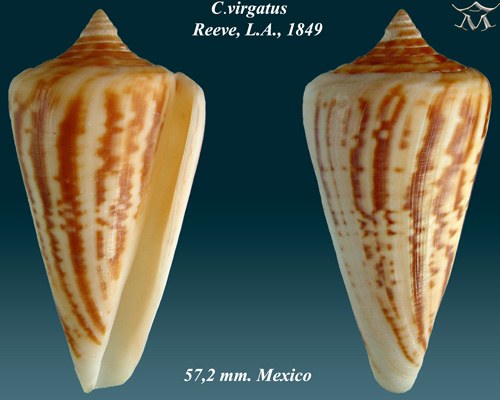
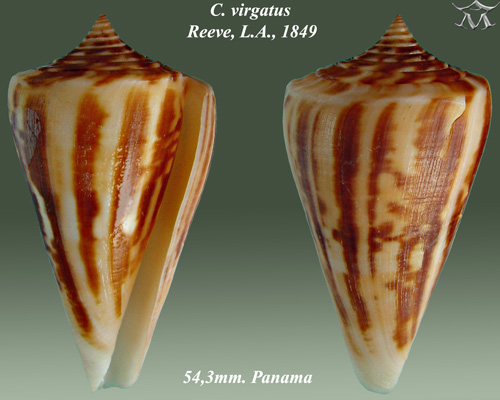
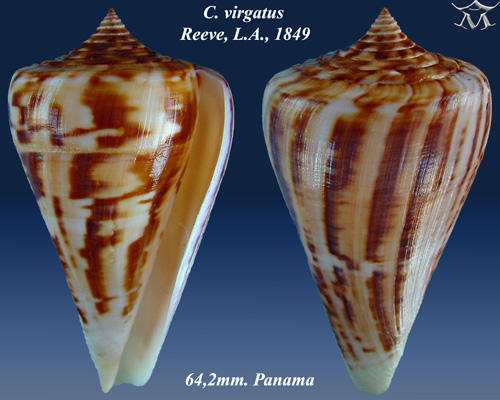